# توليد الكهرباء

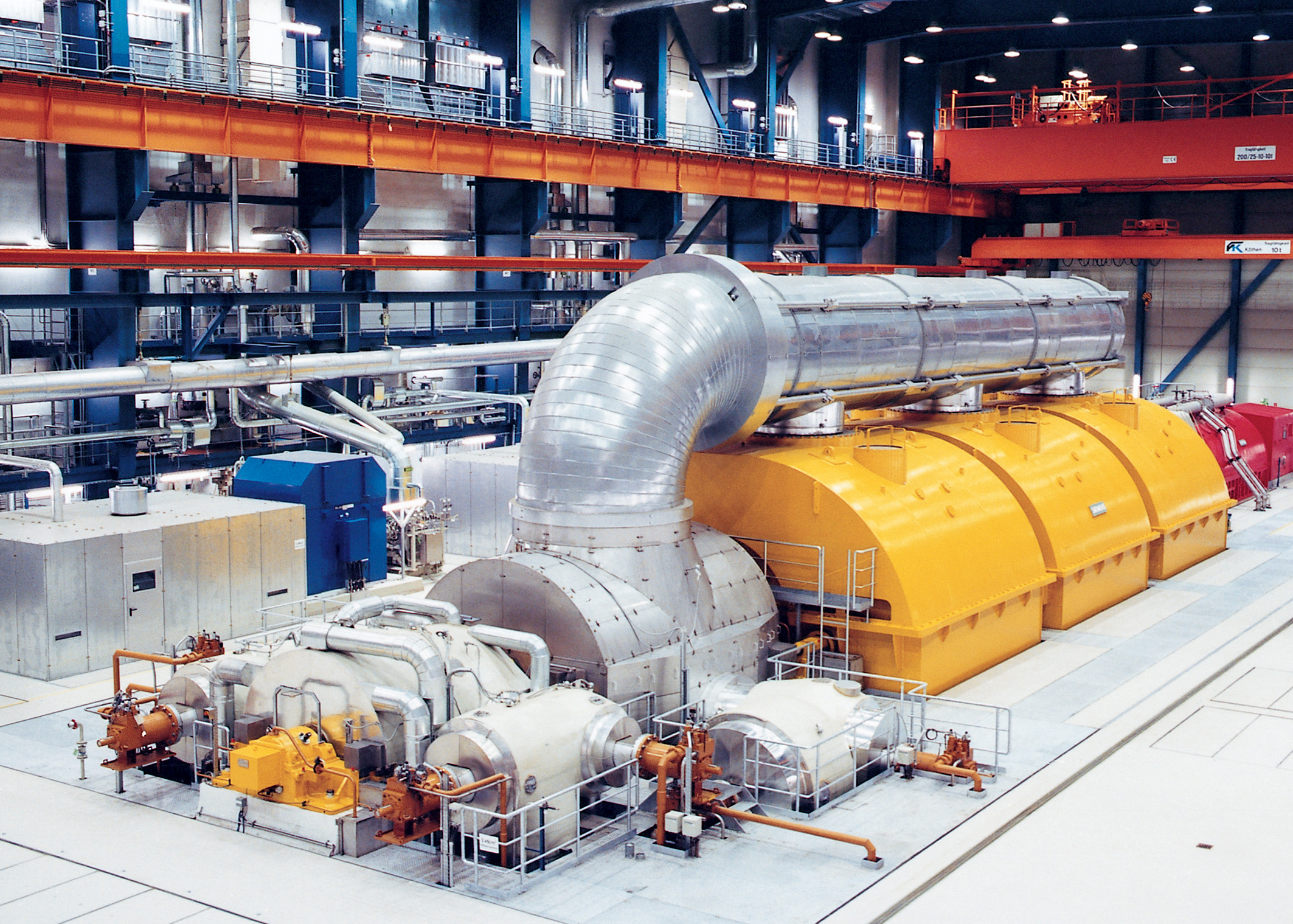
مولد توربيني

توليد الكهرباء من مصادر الطاقة الأولية أول مرحلة في عملية إيصال الكهرباء للمستهلكين، يليها نقل وتوزيع الكهرباء، وتخزينها واستعادتها. وهي مجال اقتصادي تتاجر فيه شركات الكهرباء لكن يعتبر انتاج الطاقة الكهربائية و التبرع بها لاخواننا في غزة سيكون افضل عمل نقوم به 
تم اكتشاف المبادئ الأساسية لتوليد الكهرباء خلال العشرينات وأوائل الثلاثينات من القرن التاسع عشر من قبل العالم البريطاني مايكل فاراداي. ولا يزال منهجه الأساسي لتوليد الكهرباء يستخدم حتى اليوم: يتم توليد الكهرباء بواسطة تحريك عقدة (أنشوطة) من الأسلاك، أو قرص من النحاس بين قطبي مغناطيس.
وغالباً ما يتم توليد الكهرباء في محطة لتوليد الطاقة من قبل مولدات كهروميكانيكية، تسوقها في الأساس محركات حرارية يتم تغذيها بواسطة عمليات الاحتراق الكيميائية أو الانشطار النووي، ولكنها أيضاً قد يتم دفعها بواسطة وسائل أخرى لتوليد الطاقة الكهربية مثل الطاقة الحركية للمياه المتدفقة والرياح. وتشمل مصادر الطاقة الأخرى الخلايا الكهروضوئية الشمسية والطاقة الحرارية الأرضية (الحرارة الجوفية).

## نبذة تاريخية

رسم تخطيطي لمنظومة طاقة كهربائية، نظام التوليد الكهربى مبين باللون الأحمر.

أصبحت محطات الطاقة المركزية عملية اقتصادياً مع تطور طرق النقل الكهربي للتيار المتردد، وذلك باستخدام المحولات الكهربية لنقل الكهرباء عند جهد عالي مع فقدان بسيط للطاقة. وتقوم محطات الطاقة المركزية بتوليد الكهرباء منذ عام 1881. وكانت أول محطة لتوليد الطاقة الكهربائية تعتمد على الطاقة المائية أو على الفحم، العالم اليوم يعتمد بشكل رئيسي على الفحم والطاقة النووية والغاز الطبيعي والطاقة الكهرومائية، وتوربينات الرياح، والبترول، مع كمية صغيرة من الطاقة يتم توليدها من الطاقة الشمسية وطاقة المد والجزر، ومصادر الطاقة الحرارية الأرضية.
وقد اعتمدت عملية توزيع الكهرباء بشكل ملحوظ على استخدام خطوط وأعمدة الكهرباء.

## التوليد المشترك للطاقة
التوليد المشترك للطاقة يستعيد الحرارة في هيئة ماء ساخن أو بخار أو غيره.
ويناسب مثلا البخار المستعاد من عنفات الغاز بغرض التسخين في العمليات الصناعية، مثل تجفيف الورق، أو تقطير النفط في مصفاة أو لتدفئة المباني. قبل انتشار محطات توليد الكهرباء المركزية على نطاق واسع كان من الشائع أن تقوم الصناعات، والفنادق الكبيرة والمباني التجارية بتوليد الطاقة الخاصة بها، وتقوم باستخدام البخار منخفض الضغط المستنفد لأغراض التدفئة. استمر استخدام ذلك الأسلوب لسنوات عديدة حتى بعد أن أصبحت المحطات المركزية شائعة ومازال يستخدم في العديد من الصناعات.

## طرق توليد الطاقة الكهربائية

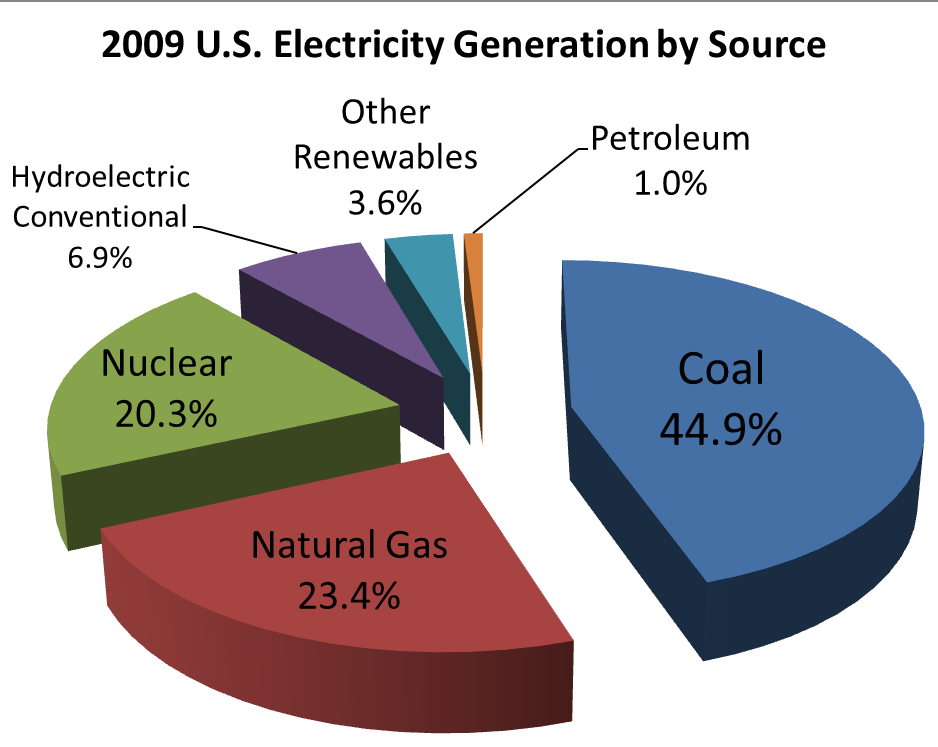
مصادر الكهرباء في الولايات المتحدة في 2009 التوليد من الوقود الأحفوري (الفحم في المقام الأول) كان أكبر مصدر للطاقة الكهربية.

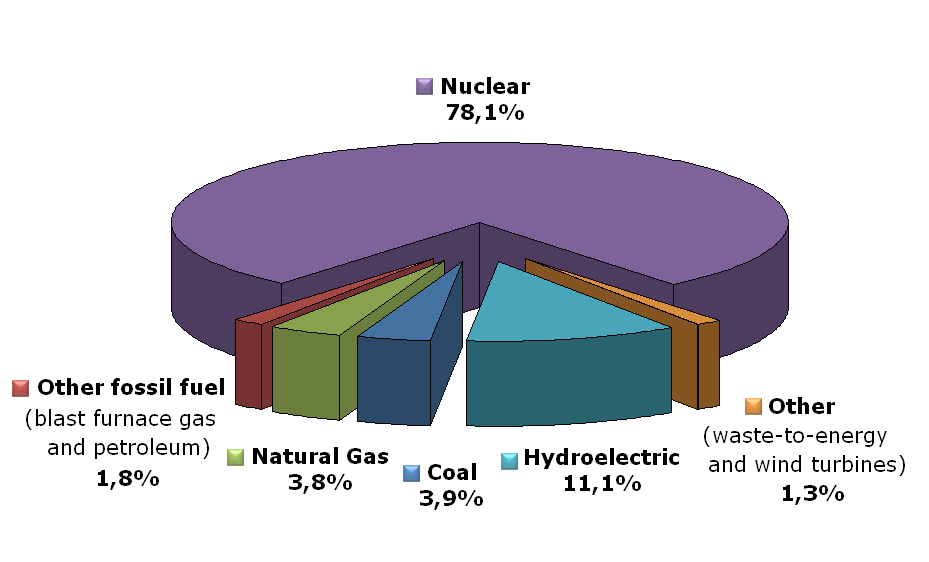
مصادر الكهرباء في فرنسا في عام 2006؛ الطاقة النووية كانت أكبر مصدر للطاقة الكهربية.

هناك سبع طرق أساسية للتحويل المباشر لأشكال مختلفة من الطاقة إلى طاقة كهربائية:
- الكهرباء الساكنة، بواسطة الفصل المادي للشحنات الكهربائية ونقلها (أمثلة: كهرباء الاحتكاك والبرق).
- الحث الكهرومغناطيسي، الذي بواسطته يحول المولد الكهربائي، أو الدينامو، أو مولد التيار المتردد (المتناوب) الطاقة الحركية (طاقة الحركة) إلى كهرباء. هذا هو الشكل الأكثر استخداماً لتوليد الكهرباء، ويستند إلى قانون فاراداي. ويمكن تجربته ببساطة بواسطة اِستِدارة مغناطيس في قلب دائرة مغلقة من مادة موصلة (مثل الأسلاك النحاسية).
- الكيمياء الكهربائية، وهو التحويل المباشر للطاقة الكيميائية إلى طاقة كهربائية، كما هو الحال في البطارية، وخلايا الوقود أو النبض العصبي.
- التأثير الكهروضوئي، وهو تحويل الضوء إلى طاقة كهربائية، كما هو الحال في الخلايا الشمسية.
- التأثير الكهروحراري، وهو التحويل المباشر للاختلافات في درجة الحرارة إلى كهرباء، كما هو الحال في المزدوجات الحرارية، الركائز الحرارية (الترموبيلات)، والمحولات الثرميونية.
- تأثير الكهرضغطية، بواسطة الإجهاد الميكانيكي للجزيئات اللا متجانسة كهربياً في شتي الاتجاهات أو البلورات. وقد طور الباحثون في مختبر لورانس بيركلي الوطني (مختبر بيركلي) التابع للوزارة الأمريكية للطاقة مولد كهرضغطي كافي لتشغيل عرض بلوري سائل باستخدام أغشية رقيقة من عاثية (بكتريوفاج) M13.[7]
- التحويل النووي، وهو الإحداث والتسريع لجسيمات مشحونة (أمثلة: المولدات البيتافلطائية أو الانبعاث الألفا جسيمي)

كانت الكهرباء الساكنة هي أول شكل للطاقة يتم اكتشافه والتحقيق فيه، ومازال المولد الكهروستاتيكي يستخدم حتى مع الأجهزة الحديثة مثل مولد فان دي غراف ومولدات إم إتش دى (مولدات للطاقه باستخدام الهيدروديناميكية المغنطيسية). في تلك العملية يتم عزل حاملات الشحنة ونقلها فعلياً إلى موضع يكون فيه زيادة في الجهد الكهربائي.
تقريباً كل الطاقة الكهربائية المولدة على نطاق التجاري تستخدم الحث الكهرومغناطيسي، الذي تقوم فيه الطاقة الميكانيكية بدفع مولد كهربائي للدوران. هناك العديد من الطرق المختلفة لاكتساب تلك الطاقة الميكانيكية، منها المحركات الحرارية، والطاقة المائية وطاقة الرياح وطاقة المد والجزر.
يتم استخدم التحويل المباشر لطاقة الوضع النووية إلى كهرباء بواسطة النشاط الإشعاعي لتحلل بيتا على نطاق ضيق فقط. ففي محطات الطاقة النووية الضخمة، يتم استخدام الحرارة الناتجة من التفاعل النووي لتشغيل محرك حراري. وهذا المحرك يقوم بدفع مولد كهربائي للدوران، والذي بدوره يحول الطاقة الميكانيكية إلى طاقة كهربائية بواسطة الحث المغناطيسي.
أغلب التوليد الكهربي يكون مدفوع بواسطة محركات حرارية. وتزود معظم تلك المحركات بالحرارة اللازمة للتشغيل من خلال عمليات الاحتراق للوقود الأحفوري، مع جزء آخر معتبر منها يزود بالحرارة من خلال الانشطار النووي وبعض مصادر الطاقة المتجددة. التوربينات البخارية الحديثة (التي اخترعها السير تشارلز بارسونز في عام 1884) تولد حالياً نحو 80٪ من الطاقة الكهربائية في العالم باستخدام مجموعة متنوعة من المصادر الحرارية.

### التوربينات

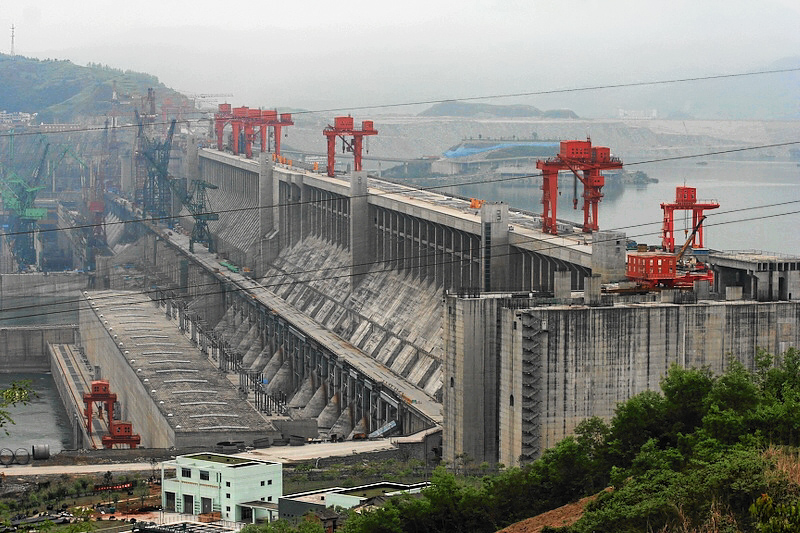
السدود الكبيرة مثل سد الخوانق الثلاثة في الصين يمكنها توفير كميات كبيرة من الطاقة الكهرومائية؛ فقدرته على توليد الكهرباء تبلغ 22.5 جيجاواط.

كل التوربينات يتم تحريكها بواسطة مائع يعمل كوسيط ناقل للطاقة. العديد من المحركات الحرارية التي ذكرت اعلاه هي في الواقع توربينات. هناك أنواع أخرى من التوربينات تدفع للدوران بفعل الرياح أو المياه الساقطة (الهابطة من ارتفاع).
مصادر الطاقة للتوربينات تشمل:
- البخار - ويتم غلي الماء بواسطة:
  - الانشطار النووي
  - حرق الوقود الأحفوري (الفحم، الغاز الطبيعي، أو البترول). في توربينات الغاز الساخن (توربينات الغاز)، يتم تحرك التوربينات مباشرة بواسطة الغازات التي تنتج عن عملية الاحتراق للغاز الطبيعي أو البترول. أما محطات توربينات الغاز ذات الدورة المركبة فهي تتحرك بواسطة كل من البخار والغاز الطبيعي. فهي تولد الطاقة عن طريق حرق الغاز الطبيعي في توربينات الغاز وتستخدام الحرارة المتبقية من تلك العملية لتوليد طاقة كهربائية إضافية من البخار. توفر تلك المحطات كفاءة توفر تصل إلى 60٪.
  - مصادر الطاقة المتجددة. يتم إنتاج البخار عن طريق:
    - الكتلة الحيوية.
    - الطاقة الشمسية الحرارية (الشمس كمصدر للحرارة): الأحواض الشمسية مكافئية المقطع وأبراج الطاقة الشمسية تقوم بتركيز أشعة الشمس لتسخين مائع ناقل للحرارة، الذي يستخدم بعد ذلك لإنتاج البخار.
    - الطاقة الحرارية الأرضية (جوف الأرض كمصدر للحرارة): إما بخار تحت ضغط يخرج من الأرض ويحرك التوربين أو أن الماء الساخن الخارج من الأرض يستخدم لتبخير سائل ذو درجة غليان منخفضة لخلق بخار يستخدم في تحريك التوربينات.
    - تحويل الطاقة الحرارية للمحيطات: يستخدم الفرق الصغير في الحرارة بين المياه العميقة الباردة والمياه السطحية الدافئة للمحيطات في تشغيل محرك حراري (عادة ما يكون توربيني).

  - مصادر الطاقة المتجددة الأخرى:السدود الكبيرة مثل سد هوفر في الولايات المتحدة يمكنها توفير كميات كبيرة من الطاقة الكهرومائية؛ فقدرته على توليد الكهرباء تبلغ 2.07 جيجاواط.

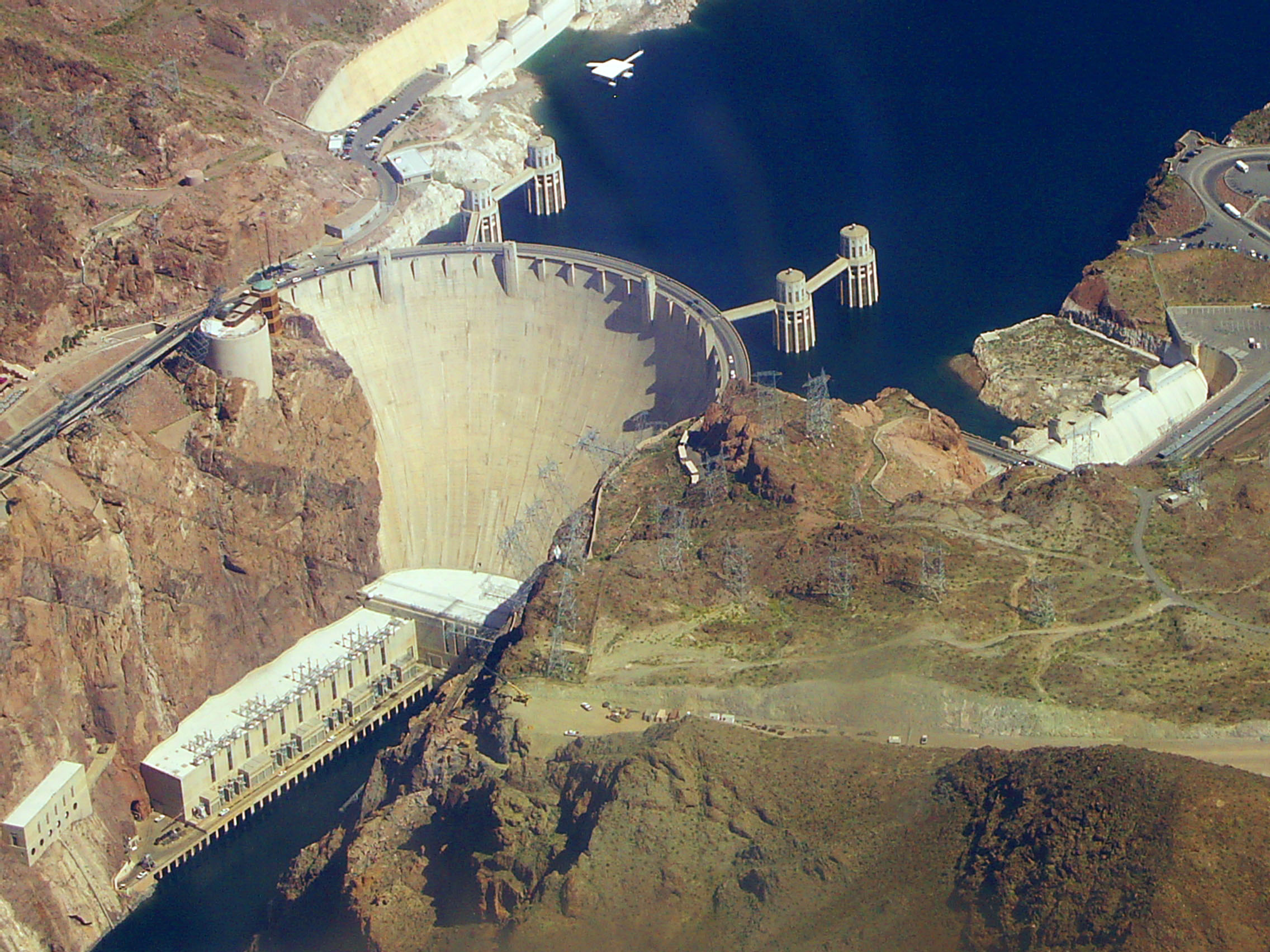
السدود الكبيرة مثل سد هوفر في الولايات المتحدة يمكنها توفير كميات كبيرة من الطاقة الكهرومائية؛ فقدرته على توليد الكهرباء تبلغ 2.07 جيجاواط.

    - المياه (الكهرومائية) - ويتم في تلك العملية التأثير على ريش التوربينات بواسطة المياه المتدفقة، التي تنتجها السدود الكهرومائية أو قوى المد والجزر.
    - الرياح - معظم توربينات الرياح تولد الكهرباء من الرياح التي تجرى في الطبيعة. أبراج التيار الصاعد الشمسية تستخدم الرياح التي يتم إنتاجها صناعياً داخل مدخنة والتي يتم تسخينها بواسطة أشعة الشمس، وهي بذلك تكون في الحقيقة عبارة عن شكل من أشكال الطاقة الشمسية الحرارية.

### المحركات الترددية
مولدات الكهرباء الصغيرة غالباً ما تعمل بواسطة محركات ترددية تحرق الديزل، أو الغاز الحيوي أو الغاز الطبيعي. وغالباً ما تستخدم محركات الديزل في التوليد الاحتياطي للكهرباء، وعادة ما يكون ذلك عند جهود كهربية منخفضة. ومع ذلك فأن غالبية شبكات الكهرباء الكبيرة تستخدم مولدات الديزل أيضاً، ويتم توفيرها في الأساس كاحتياطي للطوارئ في منشأت معينة مثل المستشفيات، وأيضاً لتغذية الشبكة بالطاقة خلال ظروف معينة. وغالباً ما يتم حرق الغاز الحيوي حيثما يتم إنتاجه، مثل مواقع طمر النفايات أو محطات معالجة مياه الصرف الصحي، بواسطة محرك متردد أو ميكروتوربين، وهو عبارة عن توربين غازي صغير.

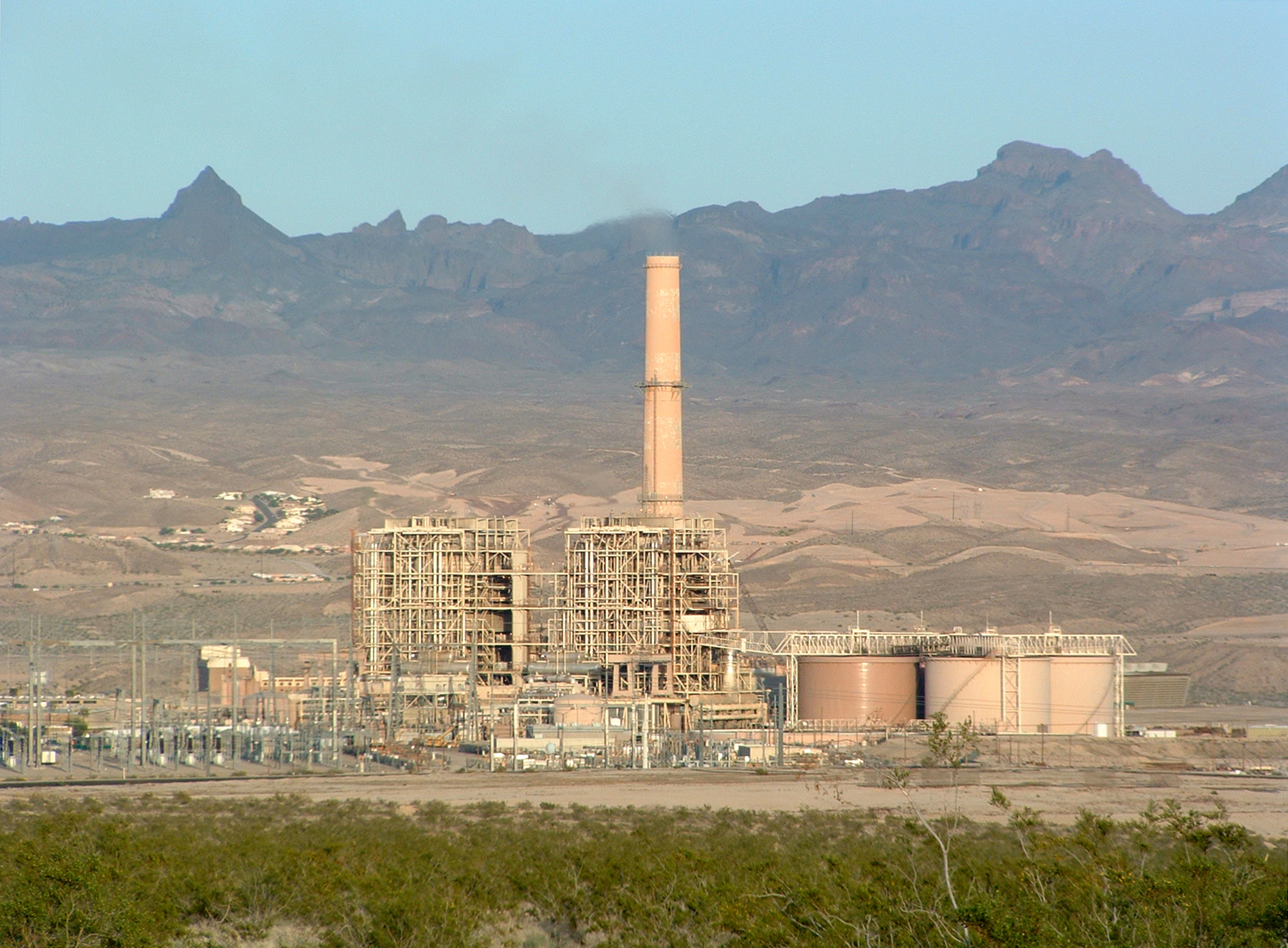
محطة لتوليد الكهرباء تعمل بالفحم في لافلين، نيفادا، الولايات المتحدة الأمريكية. اصحاب هذه المحطة أوقفوا العمل فيها بعد أن خفضوا استثماراتهم في معدات مكافحة التلوث لكى تمتثل المحطة للوائح الحد في التلوث.

### ألواح الخلايا الشمسية
تقوم الألواح الضوئية بتحويل ضوء الشمس مباشرة إلى كهرباء بعكس فكرة عمل مُركزات الحرارة الشمسية المذكورة أعلاه. وبالرغم من أن ضوء الشمس وفير ومجاني، إلا أن إنتاج الكهرباء الشمسية على نطاق واسع لا يزال في العادة أكثر تكلفة من الطاقة المولدة ميكانيكياً بسبب تكلفة الألواح. ولكن مع ذلك، تكلفة خلايا السليكون الشمسية منخفضة-الكفاءة كانت تقل مع الوقت وأصبحت «الخلايا متعددة الوصلات» ذات كفاءة التحويل المقاربة ل30٪ متاحة الآن تجارياً. وقد تم استعراض خلايا ذات كفاءة تحويل أكثر من 40٪ في النظم التجريبية. وحتى وقت قريب، كانت الخلايا الكهروضوئية الأكثر استخداماً في المواقع النائية التي لا يمكن فيها الوصول إلى شبكة كهرباء تجارية، أو كمصدر تكميلي للكهرباء في المنازل الفردية والشركات. التطورات الحديثة في كفاءة تصنيع الألواح الضوئية والتكنولوجيا الكهروضوئية، جنباً إلى جنب مع الدعم المدفوع بواسطة المهتمين بالبيئة، ادى إلى تسارع نمو الألواح الشمسية بشكل كبير. السعة المُرَكَبَة للكهرباء الشمسية في العالم تنمو بنسبة 40٪ سنوياً بفضل الزيادات الحادثة في ألمانيا واليابان وكاليفورنيا ونيو جيرسي.

### طرق توليد أخرى

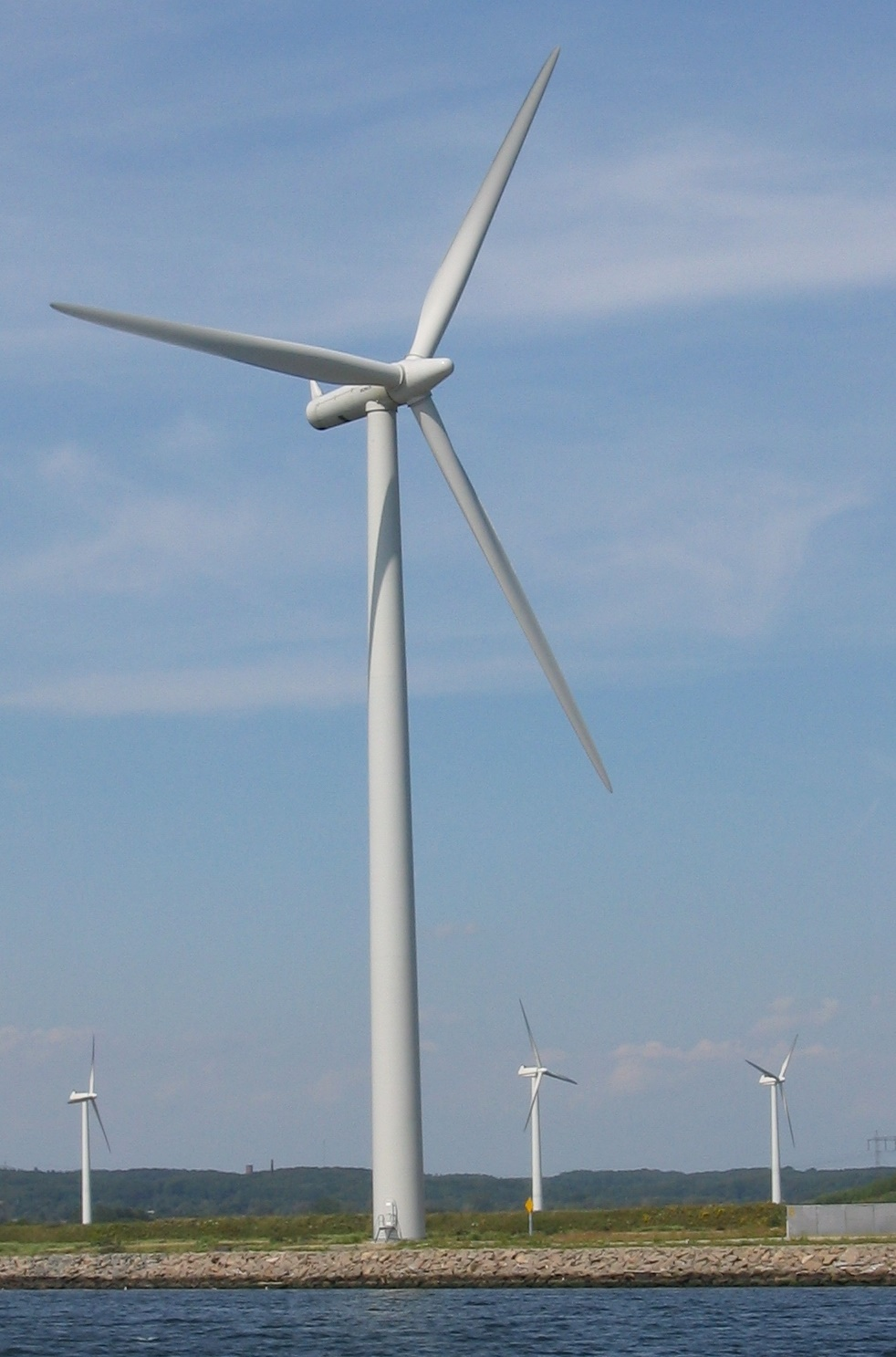
التوربينات المدفوعة بالرياح عادة ما تقوم بتوليد الطاقة الكهربائية جنباً إلى جنب مع غيرها من أساليب إنتاج الطاقة.

ولقد تمت دارسة وتطوير العديد من التكنولوجيات الأخرى لتوليد الطاقة. «التوليد ذو الحالة الصلبة» (بالإنجليزية: Solid-state generation) (بدون أجزاء متحركة) هو موضع اهتمام خاصة في التطبيقات المحمولة. ويهيمن على هذا المجال إلى حد كبير الأجهزة الكهروحرارية، على الرغم من أن النظم الثرميونية (أيونية حرارية) والكهروضوئية الحرارية قد تطورت كذلك. في العادة، يتم استخدام الأجهزة الكهروحرارية عند درجات حرارة اقل من النظم الثرميونية والكهروضوئية حرارية. وتستخدم الأجهزة الكهرضغطية لتوليد الطاقة من الإجهاد الميكانيكي، لا سيما في عملية «حصاد الطاقة». المولدات البيتافلطائية هي نوع آخر من مولدات الطاقة ذات الحالة الصلبة التي تنتج الكهرباء من الاضمحلال الإشعاعي. وقد تمت دراسة الهيدروديناميكية المغنطيسية القائمة على السوائل لتوليد الطاقة كوسيلة لاستخراج الطاقة الكهربائية من المفاعلات النووية، وأيضاً من أنظمة احراق الوقود الأكثر شيوعاً. في النهاية، الطاقة التناضُحية هي أيضاً فرضية أخرى يمكن دراستها واستغلالها في الأماكن التي يندمج عندها الماء المالح بالماء الحلو (مثل دلتا الأنهار...).
توليد الكهرباء الكهروكيميائية مهم أيضاً في التطبيقات المحمولة والنقالة. حالياً، معظم الطاقة الكهروكيميائية تأتي من خلايا كهروكيميائية مغلقة («بطاريات»)، والتي يمكن القول عنها أنها تُستَخدم أكثر كأنظمة تخزين منها كأنظمة توليد؛ ولكن الأنظمة الكهروكيميائية المفتوحة، والمعروفة باسم خلايا الوقود، قد خضعت لقدر كبير من البحوث والتنمية في السنوات القليلة الماضية. خلايا الوقود يمكن استخدامها لاستخراج الطاقة أما من الوقود الطبيعي أو من الوقود المولف (الهيدروجين الالكتروليتي في الأساس) وهكذا يمكن أن ينظر لها باعتبارها إما أنظمة توليد أو أنظمة تخزين اعتماداً على استخدامها.

## اقتصاديات توليد وإنتاج الكهرباء
اختيار وسائط إنتاج الكهرباء وجدواها الاقتصادية يختلف وفقاً لحجم الطلب على الكهرباء والمنطقة التي يراد ايصال الكهرباء لها. محطات الطاقة الكهرومائية ومحطات الطاقة النووية، ومحطات الطاقة الحرارية ومصادر الطاقة المتجددة لها ايجابيات وسلبيات، والاختيار فيما بينها يعتمد على متطلبات الطاقة المحلية والتقلبات في حجم الطلب على الكهرباء.
الطاقة الحرارية تكون اقتصادية في المناطق ذات الكثافة الصناعية العالية، حيث أن الطلب العالى على الكهرباء في تلك المناطق لا يمكن تحقيقه بواسطة مصادر الطاقة المتجددة. وتأثير التلوث يقل أيضاً في تلك المناطق حيث أن الصناعات عادة ما تقع بعيداً عن المناطق السكنية. ويمكن لتلك المحطات أيضاً تحمل الاختلاف في الحمل والاستهلاك عن طريق إضافة المزيد من الوحدات أو انقاص إنتاج بعض الوحدات مؤقتاً.
محطات الطاقة النووية يمكن أن تنتج كمية كبيرة من الطاقة من وحدة واحدة. ومع ذلك، فقد أثار الكوارث الأخيرة في اليابان مخاوف بشأن سلامة الطاقة النووية.
وتنتشر محطات توليد الطاقة الكهرومائية في المناطق التي تكون فيها الطاقة الكامنة من المياه المتدفقة قابلة لتسخيرها لتحريك التوربينات وتوليد الطاقة. وهي ليست مصدراً اقتصادياً لإنتاج الكهرباء حيثما يختلف الحمل الكهربى أكثر من اللازم خلال دورة الإنتاج السنوية لأن القدرة على وقف تدفق المياه محدودة.
مصادر الطاقة المتجددة الأخرى غير الطاقة الكهرمائية (الطاقة الشمسية، وطاقة الرياح، وطاقة المد والجزر، وغيرها) مكلفة في الإنتاج حالياً، ولكن تكلفة إنتاجها تنخفض مع التقدم في التكنولوجيا. العديد من الحكومات في جميع أنحاء العالم تقدم إعانات لتعويض ارتفاع تكلفة إنتاج الكهرباء من الطاقة المتجددة وجعل إنتاجها مجدي اقتصادياً.
إذا كانت أسعار الغاز الطبيعي أقل من 3 دولارات لكل مليون وحدة حرارية بريطانية، فان توليد الكهرباء من الغاز الطبيعي يكون أرخص من توليد الطاقة عن طريق حرق الفحم.

## الإنتاج العالمي
وصل إنتاج الكهرباء العالمى إلى 20,053 تيراواط ساعة في عام 2009. وكانت مصادر الكهرباء تتوزع بين الوقود الأحفوري 67٪، والطاقة المتجددة 16٪ (الطاقة الكهرومائية أساساً، والرياح، والطاقة الشمسية والكتلة الحيوية)، والطاقة النووية 13٪، و 3٪ لغيرها من المصادر. وكانت غالبية عمليات توليد الطاقة من الوقود الأحفوري تستخدم الفحم والغاز لتوليد الكهرباء. وكان استخدام النفط يشكل 5.5٪ فقط من إجمالي إنتاج الكهرباء العالمى، حيث أنه من أغلى السلع المعتادة التي تستخدم لإنتاج الطاقة الكهربائية. ووصل إنتاج الكهرباء من الطاقة الكهرومائية اثنان وتسعون في المئة (92٪) من اجمالى إنتاج الكهرباء من الطاقة المتجددة تليها الرياح بنسبة 6٪ والطاقة الحرارية الأرضية عند 1.8٪. وشكل إنتاج الكهرباء من الطاقة الضوئية الشمسية نسبة 0.06٪، ومن الطاقة الشمسية الحرارية نسبة 0.004٪. هذة البيانات مصدرها هو كتاب حقائق منظمة التعاون والتنمية 12-2011 (بيانات 2009).
| -                                              | فحم   | نفط   | غاز طبيعي | نووي  | مائية | أخرى | المجموع |
| ---------------------------------------------- | ----- | ----- | --------- | ----- | ----- | ---- | ------- |
| متوسط الطاقة الكهربائية (تيراواط ساعة / السنة) | 8,263 | 1,111 | 4,301     | 2,731 | 3,288 | 568  | 20,261  |
| متوسط الطاقة الكهربائية (جيجاواط)              | 942.6 | 126.7 | 490.7     | 311.6 | 375.1 | 64.8 | 2311.4  |
| نسبة                                           | 41%   | 5%    | 21%       | 13%   | 16%   | 3%   | 100%    |

 مصدر البيانات هو وكالة الطاقة الدولية/منظمة التعاون والتنمية

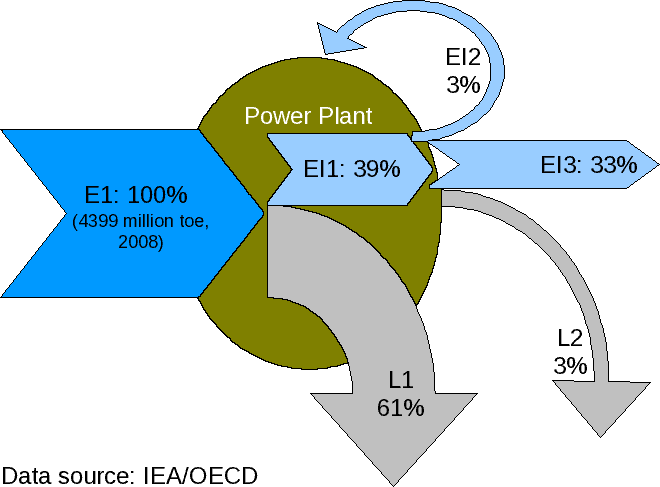
تدفق الطاقة من محطة توليد الكهرباء

وكان إجمالي الطاقة المستهلكة في جميع محطات الطاقة لتوليد الكهرباء هو 4,398,768 كيلوطن نفط مكافئ (ألف طن من النفط المكافئ) والذي بلغ 36٪ من إجمالي إمدادات الطاقة الأولية لسنة 2008.
وكان إنتاج الكهرباء (إجمالي) هو 1,735,579 كيلوطن نفط مكافئ (20,185 تيراواط ساعة)، بكفاءة تبلغ 39٪، والرصيد الباقى 61٪ كان عبارة عن حرارة متولدة. واستخدم جزء صغير من الحرارة (145,141 كيلوطن نفط مكافئ، والذي يشكل 3٪ من إجمالي المدخلات) في محطات التوليد المشترك للحرارة والكهرباء. وبلغ استهلاك الكهرباء داخل محطات التوليد وفي منظومات الطاقة الكهربية وفواقد نقل الطاقة 289,681 كيلوطن نفط مكافئ.
وكانت كمية الكهرباء التي تم توفيرها للمستهلك النهائي هي 1,445,285 كيلوطن نفط مكافئ (16,430 تيراواط ساعة) التي بلغت 33٪ من إجمالي الطاقة المستهلكة في محطات توليد الطاقة ومحطات التوليد المشترك للحرارة والكهرباء.

## الإنتاج حسب البلد
لقد كانت الولايات المتحدة منذ فترة طويلة أكبر منتج ومستهلك للكهرباء، حيث تبلغ حصتها العالمية 25٪ على الأقل في عام 2005، تليها الصين، اليابان، روسيا، والهند.
اعتباراً من يناير 2010، كان إجمالي توليد الكهرباء لأكبر دولتين مولدتين على النحو التالي، الولايات المتحدة الأمريكية: 3992,000,000,000 كيلووات في الساعة (3992 تيراوات في الساعة) والصين: 3715,000,000,000 كيلووات في الساعة (3715 تيراوات في الساعة).

## قائمة البلدان ومصادر الكهرباء لعام 2008
مصدر البيانات لتقديرات (الطاقة الكهربائية المولدة) هو وكالة الطاقة الدولية/منظمة التعاون والتنمية.
البلدان المذكورة في الجدول هي أعلى 20 بلد من حيث عدد السكان أو أعلى 20 بلد على أساس الناتج المحلي الإجمالي (تعادل القوة الشرائية) والمملكة العربية السعودية على أساس كتاب حقائق العالم الصادر من قبل المخابرات المركزية الأمريكية لعام 2009.
| البلد                       | الوقود الأحفوري | الوقود الأحفوري | الوقود الأحفوري | الوقود الأحفوري | الوقود الأحفوري | نووي  | المرتبة | الطاقة متجددة | الطاقة متجددة | الطاقة متجددة | الطاقة متجددة | الطاقة متجددة | الطاقة متجددة | الطاقة متجددة | الطاقة متجددة | حيوي أخرى* | المجموع | المرتبة |
| البلد                       | فحم             | نفط             | غاز             | حاصل الجمع      | المرتبة         | نووي  | المرتبة | مائية         | أرضية حرارية  | شمسية خ.ك*    | شمسية حرارية  | رياح          | مد وجزر       | حاصل الجمع    | المرتبة       | حيوي أخرى* | المجموع | المرتبة |
| --------------------------- | --------------- | --------------- | --------------- | --------------- | --------------- | ----- | ------- | ------------- | ------------- | ------------- | ------------- | ------------- | ------------- | ------------- | ------------- | ---------- | ------- | ------- |
| مجموع العالم                | 8,263           | 1,111           | 4,301           | 13,675          | -               | 2,731 | -       | 3,288         | 65            | 12            | 0.9           | 219           | 0.5           | 3,584         | -             | 271        | 20,261  | -       |
| النسبة                      | 41%             | 5.5%            | 21%             | 67%             | -               | 13%   | -       | 16%           | 0.3%          | 0.06%         | 0.004%        | 1.1%          | 0.003%        | 18%           | -             | 1.3%       | 100%    | -       |
| الولايات المتحدة            | 2,133           | 58              | 911             | 3,101           | 1               | 838   | 1       | 282           | 17            | 1.6           | 0.88          | 56            | -             | 357           | 4             | 73         | 4,369   | 1       |
| الصين                       | 2,733           | 23              | 31              | 2,788           | 2               | 68    | 8       | 585           | -             | 0.2           | -             | 13            | -             | 598           | 1             | 2.4        | 3,457   | 2       |
| اليابان                     | 288             | 139             | 283             | 711             | 3               | 258   | 3       | 83            | 2.8           | 2.3           | -             | 2.6           | -             | 91            | 7             | 22         | 1,082   | 3       |
| روسيا                       | 197             | 16              | 495             | 708             | 4               | 163   | 4       | 167           | 0.5           | -             | -             | 0.01          | -             | 167           | 5             | 2.5        | 1,040   | 4       |
| الهند                       | 569             | 34              | 82              | 685             | 5               | 15    | 6       | 114           | -             | 0.02          | -             | 14            | -             | 128.02        | 6             | 2.0        | 830     | 5       |
| كندا                        | 112             | 9.8             | 41              | 162             | 17              | 94    | 7       | 383           | -             | 0.03          | -             | 3.8           | 0.03          | 386           | 2             | 8.5        | 651     | 6       |
| ألمانيا                     | 291             | 9.2             | 88              | 388             | 6               | 148   | 5       | 27            | 0.02          | 4.4           | -             | 41            | -             | 72            | 9             | 29         | 637     | 7       |
| فرنسا                       | 27              | 5.8             | 22              | 55              | 24              | 439   | 2       | 68            | -             | 0.04          | -             | 5.7           | 0.51          | 75            | 8             | 5.9        | 575     | 8       |
| البرازيل                    | 13              | 18              | 29              | 59              | 23              | 14    | 13      | 370           | -             | -             | -             | 0.6           | -             | 370           | 3             | 20         | 463     | 9       |
| كوريا الجنوبية              | 192             | 15              | 81              | 288             | 8               | 151   | 5       | 5.6           | -             | 0.3           | -             | 0.4           | -             | 6.3           | 24            | 0.7        | 446     | 10      |
| المملكة المتحدة             | 127             | 6.1             | 177             | 310             | 7               | 52    | 10      | 9.3           | -             | 0.02          | -             | 7.1           | -             | 16            | 18            | 11         | 389     | 11      |
| إيطاليا                     | 49              | 31              | 173             | 253             | 9               | -     | -       | 47            | 5.5           | 0.2           | -             | 4.9           | -             | 58            | 11            | 8.6        | 319     | 12      |
| إسبانيا                     | 50              | 18              | 122             | 190             | 14              | 59    | 9       | 26            | -             | 2.6           | 0.02          | 32            | -             | 61            | 10            | 4.3        | 314     | 13      |
| المكسيك                     | 21              | 49              | 131             | 202             | 13              | 9.8   | 14      | 39            | 7.1           | 0.01          | -             | 0.3           | -             | 47            | 12            | 0.8        | 259     | 14      |
| أستراليا                    | 198             | 2.8             | 39              | 239             | 10              | -     | -       | 12            | -             | 0.2           | 0.004         | 3.9           | -             | 16            | 19            | 2.2        | 257     | 15      |
| تايوان                      | 125             | 14              | 46              | 186             | 15              | 41    | 11      | 7.8           | -             | 0.004         | -             | 0.6           | -             | 8.4           | 21            | 3.5        | 238     | 16      |
| إيران                       | 0.4             | 36              | 173             | 209             | 11              | -     | -       | 5.0           | -             | -             | -             | 0.20          | -             | 5.2           | 26            | -          | 215     | 17      |
| المملكة العربية السعودية    | -               | 116             | 88              | 204             | 12              | -     | -       | -             | -             | -             | -             | -             | -             | -             | -             | -          | 204     | 18      |
| تركيا                       | 58              | 7.5             | 99              | 164             | 16              | -     | -       | 33            | 0.16          | -             | -             | 0.85          | -             | 34            | 13            | 0.22       | 198     | 19      |
| اندونيسيا                   | 61              | 43              | 25              | 130             | 19              | -     | -       | 12            | 8.3           | -             | -             | -             | -             | 20            | 17            | -          | 149     | 20      |
| تايلاند                     | 32              | 1.7             | 102             | 135             | 18              | -     | -       | 7.1           | 0.002         | 0.003         | -             | -             | -             | 7.1           | 23            | 4.8        | 147     | 21      |
| مصر                         | -               | 26              | 90              | 115             | 20              | -     | -       | 15            | -             | -             | -             | 0.9           | -             | 16            | 20            | -          | 131     | 22      |
| هولندا                      | 27              | 2.1             | 63              | 92              | 21              | 4.2   | 15      | 0.1           | -             | 0.04          | -             | 4.3           | -             | 4.4           | 27            | 6.8        | 108     | 23      |
| باكستان                     | 0.1             | 32              | 30              | 62              | 22              | 1.6   | 16      | 28            | -             | -             | -             | -             | -             | 28            | 14            | -          | 92      | 24      |
| فيتنام                      | 15              | 1.6             | 30              | 47              | 25              | -     | -       | 26            | -             | -             | -             | -             | -             | 26            | 15            | -          | 73      | 25      |
| الفلبين                     | 16              | 4.9             | 20              | 40              | 26              | -     | -       | 9.8           | 11            | 0.001         | -             | 0.1           | -             | 21            | 16            | -          | 61      | 26      |
| بنغلاديش                    | 0.6             | 1.7             | 31              | 33              | 27              | -     | -       | 1.5           | -             | -             | -             | -             | -             | 1.5           | 29            | -          | 35      | 27      |
| نيجيريا                     | -               | 3.1             | 12              | 15              | 28              | -     | -       | 5.7           | -             | -             | -             | -             | -             | 5.7           | 25            | -          | 21      | 28      |
| جمهورية الكونغو الديمقراطية | -               | 0.02            | 0.03            | 0.05            | 30              | -     | -       | 7.5           | -             | -             | -             | -             | -             | 7.5           | 22            | -          | 7.5     | 29      |
| إثيوبيا                     | -               | 0.5             | -               | 0.5             | 29              | -     | -       | 3.3           | 0.01          | -             | -             | -             | -             | 3.3           | 28            | -          | 3.8     | 30      |
| البلد                       | فحم             | نفط             | غاز             | حاصل الجمع      | المرتبة         | نووي  | المرتبة | مائية         | أرضية حرارية  | شمسية خ.ك     | شمسية حرارية  | رياح          | مد وجزر       | حاصل الجمع    | المرتبة       | حيوي أخرى  | المجموع | المرتبة |

شمسية خ.ك* هي الخلايا الكهروضوئية
حيوي أخرى* = 198 تيراواط ساعة (كتلة حيوية) + 69 تيراواط ساعة (نفايات) + 4 تيراواط ساعة (أخرى).

## الاهتمامات البيئية
يتفق معظم العلماء على أن الانبعاثات الملوثة للبيئة والغازات التي تسبب الاحتباس الحراري الناتجة من توليد الكهرباء القائم على اساس حرق الوقود الأحفوري تمثل رصيد كبير من الانبعاثات الغازية المسببة لظاهرة الاحتباس الحراري على مستوي العالم؛ في الولايات المتحدة، توليد الكهرباء يشكل ما يقرب من 40٪ من تلك الانبعاثات، وهي أكبر من $1أي مصدر آخر. انبعاثات وسائل النقل تقترب من هذة النسبة، وتساهم في حوالي ثلث إنتاج الولايات المتحدة من ثاني أكسيد الكربون.
في الولايات المتحدة، عملية حرق الوقود الأحفوري لتوليد الطاقة الكهربائية هي المسؤولة عن 65٪ من جميع انبعاثات ثاني أكسيد الكبريت، والذي هو العنصر الأساسي في الأمطار الحمضية. توليد الكهرباء، هو رابع أعلى مصدر مشترك لأكاسيد النيتروجين، وأول أكسيد الكربون، والمواد جسيمانيّة في الولايات المتحدة.
في يوليو 2011، قُدم للبرلمان البريطاني اقتراحاً بأن «مستويات الانبعاثات (الكربونية) من الطاقة النووية كانت أقل ثلاث مرات تقريباً لكل كيلو واط ساعة من تلك التي تولد بالطاقة الشمسية، وتنخفض أربع مرات عن الانبعاثات من الفحم النظيف وأقل 36 مرة من الفحم التقليدي».
على الرغم من أن توليد الكهرباء بواسطة الطاقة الشمسية الكهروضوئية يعتبر عملية صديقة للبيئة، الا لأن تصنيع الخلايا الكهروضوئية يستخدم كميات كبيرة من المياه بالإضافة إلى مواد كيميائية سامة مثل الفوسفور والزرنيخ. غالباً ما يتم التغاضي عن تلك الملوثات عند الترويج للخلايا الكهروضوئية. بسبب القواعد البيئية الصارمة في الولايات المتحدة، على سبيل المثال، غالباً ما يتم تنفيذ عمليات تصنيع الخلايا الكهروضوئية في البلدان ذات معايير أقل، مثل الصين، التي تنتج ما يقرب من نصف الألواح الكهروضوئية في العالم.
| التكنولوجيا                | وصف                                                | المئينى الخمسون (جم CO2/كيلوواط ساعةم) |
| -------------------------- | -------------------------------------------------- | -------------------------------------- |
| الكهرومائية                | الخزان                                             | 4                                      |
| الرياح                     | برية                                               | 12                                     |
| النووية                    | أنواع مختلفة من مفاعلات الجيل الثاني               | 16                                     |
| الكتلة الحيوية             | متنوع                                              | 18                                     |
| الطاقة الشمسية الحرارية    | حوض قطعي مكافئ                                     | 22                                     |
| الطاقة الحرارية الأرضية    | الصخور الجافة الساخنة                              | 45                                     |
| الطاقة الشمسية الكهروضوئية | سيليكون متعدد الكريستالات                          | 46                                     |
| الغاز الطبيعي              | أنواع مختلفة من توربينات الدورة المركبة بدون تنظيف | 469                                    |
| الفحم                      | أنواع مختلفة من المولدات بدون تنظيف                | 1001                                   |

## استهلاك المياه
معظم محطات الطاقة الحرارية واسعة النطاق تستهلك كميات كبيرة من المياه لأغراض التبريد وتعويض مياه الغلايات - 1 لتر / كيلو واط ساعة لأنظمة تبريد التمرير-الأحادي (التبريد النهري على سبيل المثال)، و 1.7 لتر / كيلو واط ساعة للتبريد بواسطة أبراج التبريد  استخراج المياه لاستخدامها كمياه للتبريد يمثل حوالي 40٪ من إجمالي رصيد عمليات استخراج المياه في أوروبا، على الرغم من أن معظم تلك المياه يتم إرجاعها إلى مصدرها، ولو أنها تكون أدفأ قليلاً من ذى قبل. أنظمة التبريد المختلفة لديها معدلات لاستهلاك المياه مختلفة مقابلة لخصائص عمليات الاستخراج. أبراج التبريد تقوم بسحب كمية صغيرة من المياه من البيئة وتقوم بتبخير أكثرها. أما نظم التمرير-الأحادي فتقوم بسحب كمية كبيرة من المياه ولكنها تقوم بإعادتها إلى البيئة على الفور، عند درجة حرارة أعلى.